# Давид Русин
Давид Русин (також Давидко, Давид Тома, Давид Фтома; пом. не раніше 1570) — львівський міщанин, купець руської (української) національності. Діяч, старший брат Львівського братства.

## Життєпис
Досить часто фігурує в записах львівських судів, магістрату. Був одним з найбагатших львівських купців. Державив стави, торгував значними тоді обсягами риби. Через діяльність мав процеси в судах, зокрема, з львівським латинським архиєпископом Павелом Тарлом через спускання ставу «Площична». Мав запальну вдачу, конфлікти через гроші чи майно з православними владиками, зокрема, з Арсенієм Балабаном. Прожив довге життя, зберігаючи дієвість у поважному віці. У деяких актах згаданий як «Davidus senex». Як старший брат міської церкви Успіння Львова часто фігурує в листах господарів Молдавії за 1558—1565 роки, зокрема, Олександра IV Лопушанина.
Наприкінці життя надав кошти для будівництва вежі (нині на її місці — Вежа Корнякта) при братській Успенській церкві Львова, яку будували спочатку під керівництвом будівничого Фелікса, потім — архітектора Петра Барбона. Вона завалилась 1570 року. На думку Зубрицького Діонісія, як фундатор дав 3500 злотих, помер через погано збудовану вежу, яка швидко почала руйнуватись. Це спростовує Владислав Лозінський. Після позову Давида Русина до суду Петро Барбон повернув йому 310 злотих.